# 刘焕兴
刘焕兴（1952年9月—），河北南皮人，中华人民共和国政治人物、外交官。

## 生平
1975年，毕业于北京外国语学院英语系，进入中华人民共和国外交部工作，先后在外交部非洲司、驻尼日利亚大使馆、驻新西兰大使馆、外交部北美大洋洲司、驻澳大利亚大使馆、外交部拉丁美洲和加勒比司任职，期间赴美国约翰斯·霍普金斯大学进修一年。1996年，任驻特立尼达和多巴哥大使馆参赞。2001年，任外交部拉丁美洲和加勒比司参赞。2005年6月，出任中华人民共和国驻巴巴多斯大使。2009年4月，出任中华人民共和国驻博茨瓦纳大使兼驻南部非洲发展共同体代表。2013年3月，自驻博茨瓦纳大使离任。

## 家庭
已婚，有一子。